# Vexillum zebrinum
Vexillum zebrinum là một loài ốc biển nhỏ, là động vật thân mềm chân bụng sống ở biển trong họ Costellariidae.

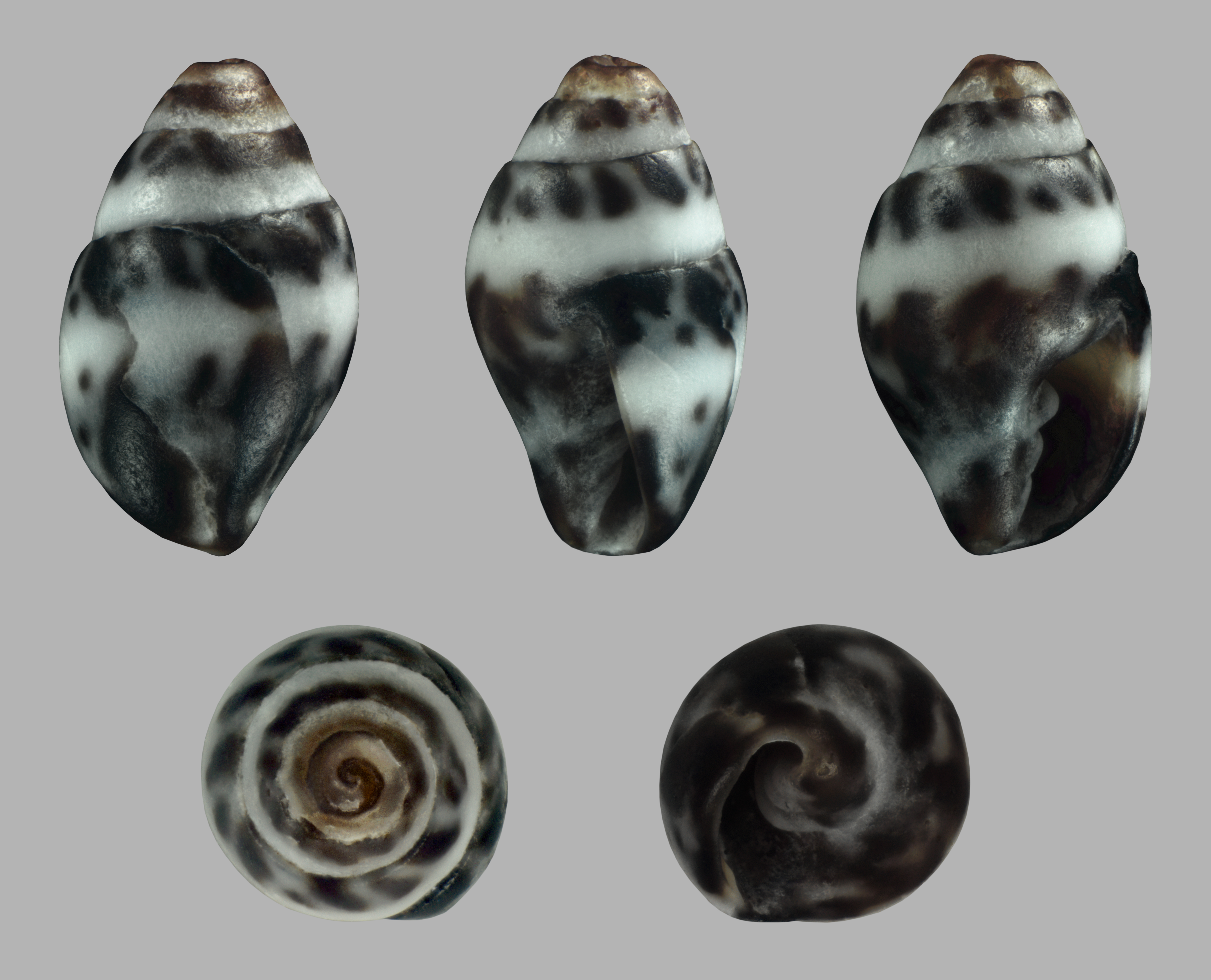
Dạng đốm
Hình dạng sọc